# عريضة الرؤية
رؤية لحاضر الوطن ومستقبله عريضة سياسية وقّعها 104 إصلاحيا سعوديا تعد أولى عرائض الإصلاح منذ منتصف التسعينات ووجهت إلى ولي العهد آنذاك عبد الله بن عبد العزيز آل سعود في 28 يناير 2003، وتميّز بالمطالبة بالملكية الدستورية والانتخاب المباشر لأعضاء مجلس الشورى. في أوائل فبراير من نفس السنة التقى الأمير عبد الله 40 من الموقعين على العريضة وأخبرهم أن «رؤيتكم هي مشروعي».
جاءت العريضة في خمسة محاور:
- المطالبة بمؤسسات دستورية.
- حل المشكل الاقتصادي.
- تقوية التفاعل بين المجتمع والقيادة.
- إطلاق مبادرات إصلاحية.
- دعوة إلى مؤتمر حوار وطني.